# Sally Mangum
Pour les articles homonymes, voir Mangum (homonymie).
Sally Mangum, née le 11 janvier 1960 à New Haven, dans le Connecticut, est une artiste peintre américaine spécialisée en héraldique. Elle a vécu pendant plus de 25 ans à Londres et a également obtenu la citoyenneté britannique.

## Titulaire d'un Royal Warrant
La reconnaissance de son talent lui a valu d'obtenir, en 2006, un Royal Warrant. Elle travaille pour de nombreux clients prestigieux dans le monde dont le bureau du Lord Chambellan. En 2007, elle a obtenu une bourse d’études de la reine Élisabeth II afin d’approfondir ses études à la Reigate School of Art and Design.

## Réalisations
Parmi les nombreuses œuvres à son actif on peut citer celle réalisée pour l'abbaye de Downside, près de la ville historique de Bath. Il s'agit de la copie calligraphique d'une lettre au nom du pape à l'occasion du 400e anniversaire de l'école. L'œuvre sur panneau en vélin a été fortement inspirée des manuscrits enluminés renaissance de la bibliothèque du Vatican.